# فلامبورون (سيرري)
فلامبورون (Φλάμπουρον) هي مدينة في سيرري في مقاطعة فوريا إلادا في اليونان. ترتفع 15 متر عن سطح البحر.